# Tour de France 2009

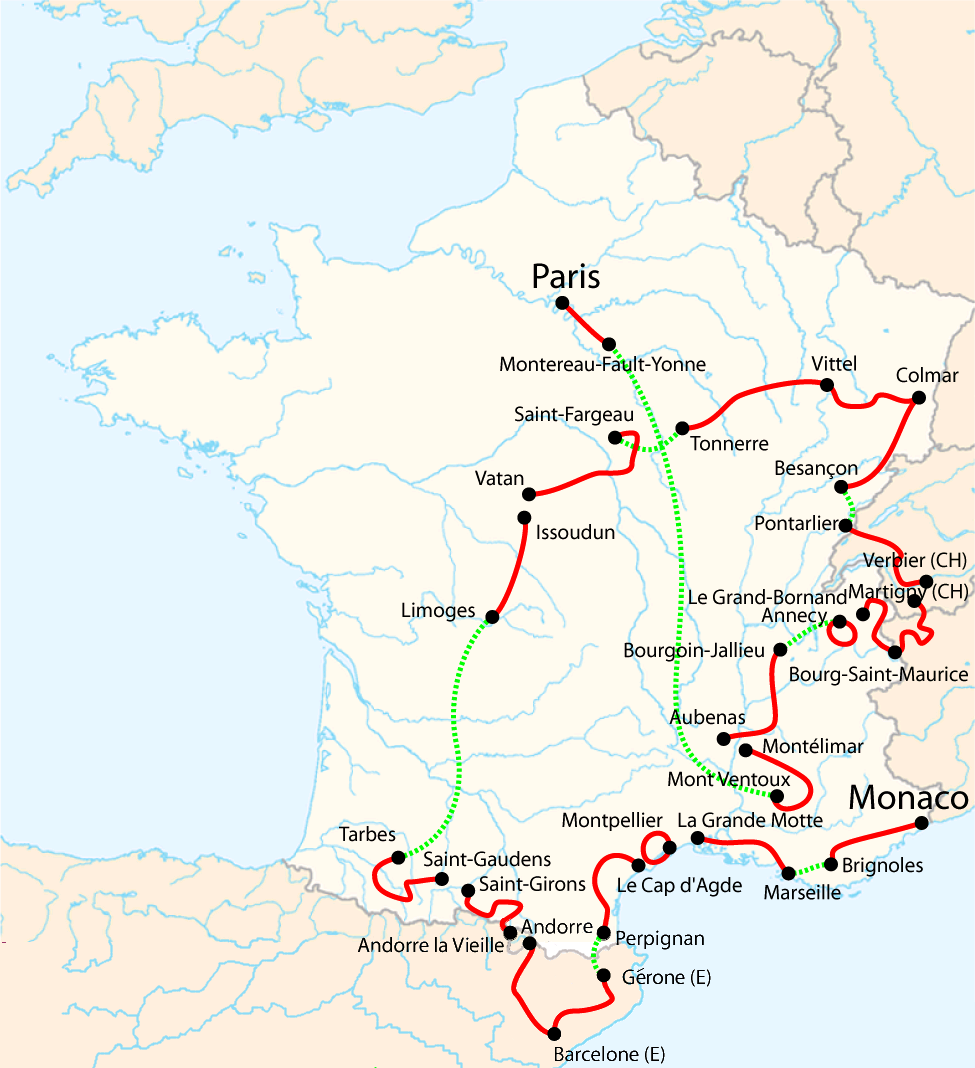
Överblick på etapperna under 2009 års Tour de France. Grönprickade linjer betecknar transportsträckor.

Tour de France 2009 var en cykeltävling som ägde rum 4–26 juli 2009, och var den 96:e upplagan av Tour de France. Tävlingen startade med ett tempolopp i Monaco och avslutades traditionsenligt på Avenue des Champs-Élysées i Paris.  Förutom Frankrike gick bansträckningen också igenom Monaco, Spanien, Andorra, Schweiz och Italien. Den sjufaldige tourvinnaren Lance Armstrong gjorde detta år en comeback efter ett fyraårigt uppehåll.
Ingen radiokommunikation mellan sportdirektörer och cyklister var tillåten under de 10:e och 13:e etapperna. Under tidigare år har det varit en het diskussion i cykelvärlden huruvida radiokommunikation ska vara tillåtet, bland annat har det nämnts att resultatet i tävlingarna blir förutsägbara då sportdirektörerna styr loppet och cyklisterna inte behöver tänka själva. Andra har sagt att radiokommunikation behövs av säkerhetsskäl, vid olyckor och dylikt. Under etapperna fanns dock tävlingsradion med säkerhetsinformation tillgänglig för alla cyklister. Cyklisterna fick emellertid inte konversera med sina sportdirektörer genom radion. Efter den första radiofria etappen blev tävlingsledningen tvungen att tillåta radio på etapp 13, då flera av lagen protesterat före och efter den första radiofria etappen.

## Deltagare

### Cyklister
Favoriter för att vinna Tour de France 2009 var bland annat 2008 års vinnare Carlos Sastre, 2007 års vinnare Alberto Contador, men även Cadel Evans och segraren av Giro d'Italia 2009, Denis Mensjov. Den sjufaldiga segraren av Tour de France mellan 1999 och 2005, Lance Armstrong, återvände till tävlingen för att försöka segra ånyo. Andra favoriter var Levi Leipheimer, Andreas Klöden och bröderna Fränk och Andy Schleck. Ende svensk i 2008 års upplaga var Gustav Larsson som tävlade för Team Saxo Bank.
Spanjoren Alejandro Valverde blev inte uttagen till Caisse d'Epargnes lag för Tour de France. Valverde slutade bland de tio bästa i tävlingen 2007 och 2008 och ansågs vara en av favoriterna till att vinna. Den 11 maj 2009 blev det klart att CONI stängde av spanjoren under två år i Italien, men han fick fortsätta tävla i övriga världen. Emedan en bit av en etapp under Tour de France 2009 emellertid passerade genom Italien fick han därför inte cykla tävlingen.
Den belgiske spurtcyklisten Tom Boonen testades positivt för kokain den 27 april 2009, vilket var andra gången på mindre än ett år. Ytterligare några dagar därpå blev det klart att Tom Boonen faktiskt hade testats positivt för kokain tre gånger under sin karriär, den första gången var i slutet av 2007. Tour de France-ledningen, Amaury Sport Organisation (ASO), tillät inte belgaren att cykla Tour de France 2008 och de var länge osäkra på om de tänkte bjuda in den belgiska spurtstjärnan. I juni blev det klart att Tom Boonen inte skulle få deltaga i tävlingen då Amaury Sport organisation sade, att ”Boonens image stämmer inte överens med vår”. Men efter en lång process fick han slutligen deltaga i loppet.

## Dopning
Tre dagar innan Tour de France startade blev det känt att nederländaren Thomas Dekker hade testats positivt för EPO under en kontroll utanför tävlingssammanhang under året 2007. Hans stall Silence-Lotto stängde av honom och han blev struken från startlistan.

## Etapper
| Etapp      | Start och mål                        | Sträcka  | Typ                    | Datum           | Etappsegrare       | Gula ledartröjan  |
| ---------- | ------------------------------------ | -------- | ---------------------- | --------------- | ------------------ | ----------------- |
| 1          | Monaco                               | 15 km    | Individuellt tempolopp | Lördag 4 juli   | Fabian Cancellara  | Fabian Cancellara |
| 2          | Monaco– Brignoles                    | 182 km   |                        | Söndag 5 juli   | Mark Cavendish     | Fabian Cancellara |
| 3          | Marseille–La Grande-Motte            | 196 km   |                        | Måndag 6 juli   | Mark Cavendish     | Fabian Cancellara |
| 4          | Montpellier                          | 38 km    | Lagtempolopp           | Tisdag 7 juli   | Astana Team        | Fabian Cancellara |
| 5          | Cap d'Agde–Perpignan                 | 197 km   |                        | Onsdag 8 juli   | Thomas Voeckler    | Fabian Cancellara |
| 6          | Girona–Barcelona                     | 175 km   | Bergsetapp             | Torsdag 9 juli  | Thor Hushovd       | Fabian Cancellara |
| 7          | Barcelona– Andorra Arcalis           | 224 km   | Bergsetapp             | Fredag 10 juli  | Brice Feillu       | Rinaldo Nocentini |
| 8          | Andorra la Vella– Saint-Girons       | 176 km   | Bergsetapp             | Lördag 11 juli  | Luis León Sánchez  | Rinaldo Nocentini |
| 9          | Saint-Gaudens–Tarbes                 | 160 km   | Bergsetapp             | Söndag 12 juli  | Pierrick Fédrigo   | Rinaldo Nocentini |
| Vilodag    | Vilodag                              | Vilodag  | Vilodag                | Måndag 13 juli  | Vilodag            | Vilodag           |
| 10         | Limoges–Issoudun                     | 193 km   |                        | Tisdag 14 juli  | Mark Cavendish     | Rinaldo Nocentini |
| 11         | Vatan–Saint-Fargeau                  | 192 km   |                        | Onsdag 15 juli  | Mark Cavendish     | Rinaldo Nocentini |
| 12         | Tonnerre–Vittel                      | 200 km   |                        | Torsdag 16 juli | Nicki Sørensen     | Rinaldo Nocentini |
| 13         | Vittel–Colmar                        | 200 km   |                        | Fredag 17 juli  | Heinrich Haussler  | Rinaldo Nocentini |
| 14         | Colmar–Besançon                      | 199 km   |                        | Lördag 18 juli  | Sergej Ivanov      | Rinaldo Nocentini |
| 15         | Pontarlier– Verbier                  | 207 km   | Bergsetapp             | Söndag 19 juli  | Alberto Contador   | Alberto Contador  |
| Vilodag    | Vilodag                              | Vilodag  | Vilodag                | Måndag 20 juli  | Vilodag            | Vilodag           |
| 16         | Martigny– Bourg-Saint-Maurice        | 160 km   | Bergsetapp             | Tisdag 21 juli  | Mikel Astarloza    | Alberto Contador  |
| 17         | Bourg-Saint-Maurice–Le Grand-Bornand | 169 km   | Bergsetapp             | Onsdag 22 juli  | Fränk Schleck      | Alberto Contador  |
| 18         | Annecy                               | 40 km    | Individuellt tempolopp | Torsdag 23 juli | Alberto Contador   | Alberto Contador  |
| 19         | Bourgoin-Jallieu–Aubenas             | 195 km   |                        | Fredag 24 juli  | Mark Cavendish     | Alberto Contador  |
| 20         | Montélimar–Mont Ventoux              | 167 km   | Bergsetapp             | Lördag 25 juli  | Juan Manuel Garate | Alberto Contador  |
| 21         | Étampes–Paris (Champs-Élysées)       | 160 km   |                        | Söndag 26 juli  | Mark Cavendish     | Alberto Contador  |
| Sammanlagt | Sammanlagt                           | 3 554 km |                        |                 |                    |                   |

### Etappresultat

#### Tröjutveckling
| Etapp | Vinnare              | Totaltävlingen Gula tröjan | Poängtävlingen Gröna tröjan | Bergspristävlingen Rödprickiga tröjan | Ungdomstävlingen Vita tröjan | Lagtävlingen     | Mest offensiva cyklist |
| ----- | -------------------- | -------------------------- | --------------------------- | ------------------------------------- | ---------------------------- | ---------------- | ---------------------- |
| 1     | Fabian Cancellara    | Fabian Cancellara          | Fabian Cancellara           | Alberto Contador                      | Roman Kreuziger              | Astana Team      | inget pris             |
| 2     | Mark Cavendish       | Fabian Cancellara          | Mark Cavendish              | Jussi Veikkanen                       | Roman Kreuziger              | Astana Team      | Stef Clement           |
| 3     | Mark Cavendish (2)   | Fabian Cancellara          | Mark Cavendish              | Jussi Veikkanen                       | Tony Martin                  | Astana Team      | Samuel Dumoulin        |
| 4     | Astana Team          | Fabian Cancellara          | Mark Cavendish              | Jussi Veikkanen                       | Tony Martin                  | Astana Team      | inget pris             |
| 5     | Thomas Voeckler      | Fabian Cancellara          | Mark Cavendish              | Jussi Veikkanen                       | Tony Martin                  | Astana Team      | Michail Ignatjev       |
| 6     | Thor Hushovd         | Fabian Cancellara          | Mark Cavendish              | Stéphane Augé                         | Tony Martin                  | Astana Team      | David Millar           |
| 7     | Brice Feillu         | Rinaldo Nocentini          | Mark Cavendish              | Brice Feillu                          | Tony Martin                  | Astana Team      | Christophe Riblon      |
| 8     | Luis León Sánchez    | Rinaldo Nocentini          | Thor Hushovd                | Christophe Kern                       | Tony Martin                  | Ag2r-La Mondiale | Sandy Casar            |
| 9     | Pierrick Fédrigo     | Rinaldo Nocentini          | Thor Hushovd                | Egoi Martínez                         | Tony Martin                  | Ag2r-La Mondiale | Franco Pellizotti      |
| 10    | Mark Cavendish (3)   | Rinaldo Nocentini          | Thor Hushovd                | Egoi Martínez                         | Tony Martin                  | Ag2r-La Mondiale | Thierry Hupond         |
| 11    | Mark Cavendish (4)   | Rinaldo Nocentini          | Mark Cavendish              | Egoi Martínez                         | Tony Martin                  | Ag2r-La Mondiale | Johan Vansummeren      |
| 12    | Nicki Sørensen       | Rinaldo Nocentini          | Mark Cavendish              | Egoi Martínez                         | Tony Martin                  | Team Saxo Bank   | Nicki Sørensen         |
| 13    | Heinrich Haussler    | Rinaldo Nocentini          | Thor Hushovd                | Franco Pellizotti                     | Tony Martin                  | Team Saxo Bank   | Heinrich Haussler      |
| 14    | Sergej Ivanov        | Rinaldo Nocentini          | Thor Hushovd                | Franco Pellizotti                     | Tony Martin                  | Ag2r-La Mondiale | Martijn Maaskant       |
| 15    | Alberto Contador     | Alberto Contador           | Thor Hushovd                | Franco Pellizotti                     | Andy Schleck                 | Astana Team      | Simon Špilak           |
| 16    | Mikel Astarloza      | Alberto Contador           | Thor Hushovd                | Franco Pellizotti                     | Andy Schleck                 | Astana Team      | Franco Pellizotti (2)  |
| 17    | Fränk Schleck        | Alberto Contador           | Thor Hushovd                | Franco Pellizotti                     | Andy Schleck                 | Astana Team      | Thor Hushovd           |
| 18    | Alberto Contador (2) | Alberto Contador           | Thor Hushovd                | Franco Pellizotti                     | Andy Schleck                 | Astana Team      | Inget pris             |
| 19    | Mark Cavendish (5)   | Alberto Contador           | Thor Hushovd                | Franco Pellizotti                     | Andy Schleck                 | Astana Team      | Leonardo Duque         |
| 20    | Juan Manuel Garate   | Alberto Contador           | Thor Hushovd                | Franco Pellizotti                     | Andy Schleck                 | Astana Team      | Tony Martin            |
| 21    | Mark Cavendish (6)   | Alberto Contador           | Thor Hushovd                | Franco Pellizotti                     | Andy Schleck                 | Astana Team      | Fumiyuki Beppu         |
| Final |                      | Alberto Contador           | Thor Hushovd                | Franco Pellizotti                     | Andy Schleck                 | Astana Team      | Franco Pellizotti      |

Efter den första etappen ledde Fabian Cancellara såväl allmänt som på poäng. I den andra etappen bar han den gula tröjan.  Alberto Contador hamnade i den första etappen på andra plats i kampen om den gröna tröjan (poängtävlingen), men ledde bergpristävlingen och förverkade på så vis rätten att bära den gröna tröjan. Till följd härav bar tredjeplatscyklisten i det inledande tempoloppet, Bradley Wiggins, den gröna tröjan under etapp 2.

#### Etappresultat i detalj

##### Etapp 1:Monaco, 15,5 km (individuellt tempolopp)
|    | Person            | Lag               | Tid   |
| -- | ----------------- | ----------------- | ----- |
| 1  | Fabian Cancellara | Team Saxo Bank    | 19.32 |
| 2  | Alberto Contador  | Astana Team       | +18   |
| 3  | Bradley Wiggins   | Garmin-Slipstream | +19   |
| 4  | Andreas Klöden    | Astana Team       | +22   |
| 5  | Cadel Evans       | Silence-Lotto     | +23   |
| 6  | Levi Leipheimer   | Astana Team       | +30   |
| 7  | Roman Kreuziger   | Team Liquigas     | +32   |
| 8  | Tony Martin       | Team Columbia-HTC | +33   |
| 9  | Vincenzo Nibali   | Team Liquigas     | +37   |
| 10 | Lance Armstrong   | Astana Team       | +40   |

##### Etapp 2: Monaco–Brignoles, 182 km
|    | Person          | Lag                   | Tid     |
| -- | --------------- | --------------------- | ------- |
| 1  | Mark Cavendish  | Team Columbia-HTC     | 4.30.02 |
| 2  | Tyler Farrar    | Garmin-Slipstream     | +0      |
| 3  | Romain Feillu   | Agritubel             | +0      |
| 4  | Thor Hushovd    | Cervélo TestTeam      | +0      |
| 5  | Yukiya Asashiro | Bbox Bouygues Télécom | +0      |
| 6  | Gerald Ciolek   | Team Milram           | +0      |
| 7  | William Bonnet  | Bbox Bouygues Télécom | +0      |
| 8  | Nicolas Roche   | Ag2r-La Mondiale      | +0      |
| 9  | Koen de Kort    | Skil-Shimano          | +0      |
| 10 | Lloyd Mondory   | Ag2r-La Mondiale      | +0      |

##### Etapp 3:Marseille–Le Grande-Motte, 196,5 km
|    | Person            | Lag               | Tid     |
| -- | ----------------- | ----------------- | ------- |
| 1  | Mark Cavendish    | Team Columbia-HTC | 5.01.24 |
| 2  | Thor Hushovd      | Cervélo TestTeam  | +0      |
| 3  | Cyril Lemoine     | Skil-Shimano      | +0      |
| 4  | Samuel Dumoulin   | Cofidis           | +0      |
| 5  | Jérôme Pineau     | Quick Step        | +0      |
| 6  | Fabian Cancellara | Team Saxo Bank    | +0      |
| 7  | Fabian Wegmann    | Team Milram       | +0      |
| 8  | Fumiyuki Beppu    | Skil-Shimano      | +0      |
| 9  | Maxime Bouet      | Agritubel         | +0      |
| 10 | Linus Gerdemann   | Team Milram       | +0      |

##### Etapp 4:Montpellier, 39 km, lagtempolopp
|    | Lag               | Tid   |
| -- | ----------------- | ----- |
| 1  | Astana Team       | 46.29 |
| 2  | Garmin-Slipstream | +18   |
| 3  | Team Saxo Bank    | +40   |
| 4  | Team Liquigas     | +58   |
| 5  | Team Columbia-HTC | +59   |
| 6  | Katjusja          | +1.23 |
| 7  | Caisse d’Epargne  | +1.29 |
| 8  | Cervélo TestTeam  | +1.37 |
| 9  | Ag2r-La Mondiale  | +1.48 |
| 10 | Euskaltel-Euskadi | +2.09 |

##### Etapp 5:Cap d'Agde–Perpignan, 197 km
|    | Person             | Lag                   | Tid     |
| -- | ------------------ | --------------------- | ------- |
| 1  | Thomas Voeckler    | Bbox Bouygues Télécom | 4.29.35 |
| 2  | Michail Ignatjev   | Katjusja              | +7      |
| 3  | Mark Cavendish     | Team Columbia-HTC     | +7      |
| 4  | Tyler Farrar       | Garmin-Slipstream     | +7      |
| 5  | Gerald Ciolek      | Team Milram           | +7      |
| 6  | Danilo Napolitano  | Katjusja              | +7      |
| 7  | José Joaquín Rojas | Caisse d’Epargne      | +7      |
| 8  | Lloyd Mondory      | Ag2r-La Mondiale      | +7      |
| 9  | Óscar Freire       | Rabobank              | +7      |
| 10 | Thor Hushovd       | Cervélo TestTeam      | +7      |

##### Etapp 6:Girona–Barcelona, 181,5 km
|    | Person             | Lag              | Tid     |
| -- | ------------------ | ---------------- | ------- |
| 1  | Thor Hushovd       | Cervélo TestTeam | 4.21.33 |
| 2  | Óscar Freire       | Rabobank         | +0      |
| 3  | José Joaquín Rojas | Caisse d’Epargne | +0      |
| 4  | Gerald Ciolek      | Team Milram      | +0      |
| 5  | Franco Pellizotti  | Team Liquigas    | +0      |
| 6  | Filippo Pozzato    | Katjusja         | +0      |
| 7  | Alessandro Ballan  | Lampre-N.G.C.    | +0      |
| 8  | Rinaldo Nocentini  | Ag2r-La Mondiale | +0      |
| 9  | Cadel Evans        | Silence-Lotto    | +0      |
| 10 | Fabian Cancellara  | Team Saxo Bank   | +0      |

##### Etapp 7: Barcelona–Andorra Arcalis, 224 km
|    | Person              | Lag               | Tid     |
| -- | ------------------- | ----------------- | ------- |
| 1  | Brice Feillu        | Agritubel         | 6.11.31 |
| 2  | Christophe Kern     | Cofidis           | +5      |
| 3  | Johannes Fröhlinger | Team Milram       | +25     |
| 4  | Rinaldo Nocentini   | Ag2r-La Mondiale  | +26     |
| 5  | Egoi Martínez       | Euskaltel-Euskadi | +45     |
| 6  | Christophe Riblon   | Ag2r-La Mondiale  | +1.05   |
| 7  | Jérôme Pineau       | Quick Step        | +2.32   |
| 8  | Iván Gutiérrez      | Ag2r-La Mondiale  | +3.14   |
| 9  | Alberto Contador    | Silence-Lotto     | +3.26   |
| 10 | Cadel Evans         | Team Saxo Bank    | +3.47   |

##### Etapp 8: Andorra la Vella–Saint-Girons, 176 km
|    | Person             | Lag                   | Tid     |
| -- | ------------------ | --------------------- | ------- |
| 1  | Luis León Sánchez  | Caisse d’Epargne      | 4.31.50 |
| 2  | Sandy Casar        | Française des Jeux    | +0      |
| 3  | Mikel Astarloza    | Euskaltel-Euskadi     | +0      |
| 4  | Vladimir Jefimkin  | Ag2r-La Mondiale      | +3      |
| 5  | José Joaquín Rojas | Caisse d’Epargne      | +1.54   |
| 6  | Christophe Riblon  | Ag2r-La Mondiale      | +1.54   |
| 7  | Peter Velits       | Team Milram           | +1.54   |
| 8  | Sébastien Minard   | Cofidis               | +1.54   |
| 9  | Jérémy Roy         | Française des Jeux    | +1.54   |
| 10 | Thomas Voeckler    | Bbox Bouygues Télécom | +1.54   |

##### Etapp 9:Saint-Gaudens–Tarbes, 160 km
|    | Person             | Lag                   | Tid            |
| -- | ------------------ | --------------------- | -------------- |
| 1  | Pierrick Fedrigo   | Bbox Bouygues Télécom | 4h 05 min 31 s |
| 2  | Franco Pellizotti  | Team Liquigas         | + 0 s          |
| 3  | Óscar Freire       | Rabobank              | + 34 s         |
| 4  | Sergej Ivanov      | Katjusja              | + 34 s         |
| 5  | Peter Velits       | Team Milram           | + 34 s         |
| 6  | José Joaquín Rojas | Caisse d’Epargne      | + 34 s         |
| 7  | Greg van Avermaet  | Silence-Lotto         | + 34 s         |
| 8  | Geoffroy Lequatre  | Agritubel             | + 34 s         |
| 9  | Alessandro Ballan  | Lampre-N.G.C.         | + 34 s         |
| 10 | Nicolas Roche      | Ag2r-La Mondiale      | + 34 s         |

##### Etapp 10:Limoges–Issoudun, 193 km
|    | Person             | Lag                   | Tid     |
| -- | ------------------ | --------------------- | ------- |
| 1  | Mark Cavendish     | Team Columbia-HTC     | 4.46.43 |
| 2  | Thor Hushovd       | Cervélo TestTeam      | +0 s    |
| 3  | Tyler Farrar       | Garmin-Slipstream     | +0 s    |
| 4  | Leonardo Duque     | Cofidis               | +0 s    |
| 5  | José Joaquín Rojas | Caisse d’Epargne      | +0 s    |
| 6  | Lloyd Mondory      | Ag2r-La Mondiale      | +0 s    |
| 7  | Kenny van Hummel   | Skil-Shimano          | +0 s    |
| 8  | William Bonnet     | Bbox Bouygues Télécom | +0 s    |
| 9  | Daniele Bennati    | Team Liquigas         | +0 s    |
| 10 | Said Haddou        | Bbox Bouygues Télécom | +0 s    |

##### Etapp 11:Vatan–Saint-Fargeau, 192 km
|    | Person            | Lag                   | Tid     |
| -- | ----------------- | --------------------- | ------- |
| 1  | Mark Cavendish    | Team Columbia-HTC     | 4.46.43 |
| 2  | Tyler Farrar      | Garmin-Slipstream     | +0 s    |
| 3  | Jaŭhen Hutarovitj | Française des Jeux    | +0 s    |
| 4  | Oscar Freire      | Rabobank              | +0 s    |
| 5  | Thor Hushovd      | Cervélo TestTeam      | +0 s    |
| 6  | Leonardo Duque    | Cofidis               | +0 s    |
| 7  | Gerald Ciolek     | Team Milram           | +0 s    |
| 8  | Lloyd Mondory     | Ag2r-La Mondiale      | +0 s    |
| 9  | William Bonnet    | Bbox Bouygues Télécom | +0 s    |
| 10 | Nikolaj Trusov    | Katjusja              | +0 s    |

##### Etapp 12:Tonnerre–Vittel, 200 km
|    | Person            | Lag                   | Tid             |
| -- | ----------------- | --------------------- | --------------- |
| 1  | Nicki Sørensen    | Team Saxo Bank        | 4 h 52 min 24 s |
| 2  | Laurent Lefèvre   | Bbox Bouygues Télécom | + 48 s          |
| 3  | Franco Pellizotti | Team Liquigas         | +0 s            |
| 4  | Markus Fothen     | Team Milram           | +0 s            |
| 5  | Egoi Martínez     | Euskaltel-Euskadi     | +0 s            |
| 6  | Sylvain Calzati   | Ag2r-La Mondiale      | +0 s            |
| 7  | Rémi Pauriol      | Cofidis               | + 1 min 33 s    |
| 8  | Mark Cavendish    | Team Columbia-HTC     | + 5 min 58 s    |
| 9  | Thor Hushovd      | Cervélo TestTeam      | + 5 min 58 s    |
| 10 | Marco Bandiera    | Lampre-N.G.C.         | + 5 min 58 s    |

##### Etapp 13: Vittel–Colmar, 200 km
|    | Person            | Lag               | Tid             |
| -- | ----------------- | ----------------- | --------------- |
| 1  | Heinrich Haussler | Cervélo TestTeam  | 4 h 56 min 26 s |
| 2  | Amets Txurruka    | Euskaltel-Euskadi | +4 min 11 s     |
| 3  | Brice Feillu      | Agritubel         | +6 min 13 s     |
| 4  | Sylvain Chavanel  | Quick Step        | +6 min 31 s     |
| 5  | Peter Velits      | Team Milram       | +6 min 43 s     |
| 6  | Thor Hushovd      | Cervélo TestTeam  | +6 min 43 s     |
| 7  | Vladimir Jefimkin | Ag2r-La Mondiale  | +6 min 43 s     |
| 8  | Bradley Wiggins   | Garmin-Slipstream | +6 min 43 s     |
| 9  | George Hincapie   | Team Columbia-HTC | +6 min 43 s     |
| 10 | Andy Schleck      | Team Saxo Bank    | +6 min 43 s     |

##### Etapp 14: Colmar–Besançon, 199 km
|    | Person              | Lag                | Tid             |
| -- | ------------------- | ------------------ | --------------- |
| 1  | Sergej Ivanov       | Garmin-Slipstream  | 4 h 56 min 26 s |
| 2  | Nicolas Roche       | Ag2r-La Mondiale   | +16 s           |
| 3  | Hayden Roulston     | Cervélo TestTeam   | +16 s           |
| 4  | Martijn Maaskant    | Garmin-Slipstream  | +16 s           |
| 5  | Sébastien Minard    | Cofidis            | +16 s           |
| 6  | Daniele Righi       | Lampre-N.G.C.      | +16 s           |
| 7  | Christophe Le Mével | Française des Jeux | +16 s           |
| 8  | George Hincapie     | Team Columbia-HTC  | +16 s           |
| 9  | Daniele Bennati     | Team Liquigas      | +16 s           |
| 10 | Gerald Ciolek       | Team Milram        | +22 s           |

##### Etapp 15:Pontarlier–Verbier, 207 km
|    | Person           | Lag               | Tid             |
| -- | ---------------- | ----------------- | --------------- |
| 1  | Alberto Contador | Astana Team       | 4 h 37 min 46 s |
| 2  | Andy Schleck     | Team Saxo Bank    | +43 s           |
| 3  | Vincenzo Nibali  | Team Liquigas     | +1 min 03 s     |
| 4  | Fränk Schleck    | Team Saxo Bank    | +1 min 06 s     |
| 5  | Bradley Wiggins  | Garmin-Slipstream | +1 min 06 s     |
| 6  | Carlos Sastre    | Cervélo TestTeam  | +1 min 06 s     |
| 7  | Cadel Evans      | Silence-Lotto     | +1 min 26 s     |
| 8  | Andreas Klöden   | Astana Team       | +1 min 29 s     |
| 9  | Lance Armstrong  | Astana Team       | +1 min 35 s     |
| 10 | Kim Kirchen      | Team Columbia-HTC | +1 min 55 s     |

##### Etapp 16:Martigny–Bourg-Saint-Maurice, 160 km
|    | Person                | Lag                   | Tid             |
| -- | --------------------- | --------------------- | --------------- |
| 1  | Mikel Astarloza       | Euskaltel-Euskadi     | 4 h 14 min 20 s |
| 2  | Sandy Casar           | Française des Jeux    | +6 s            |
| 3  | Pierrick Fedrigo      | Bbox Bouygues Télécom | +6 s            |
| 4  | Nicolas Roche         | Ag2r-La Mondiale      | +6 s            |
| 5  | Jurgen Van Den Broeck | Silence-Lotto         | +6 s            |
| 6  | Amaël Moinard         | Cofidis               | +6 s            |
| 7  | Franco Pellizotti     | Team Liquigas         | +11 s           |
| 8  | Stephane Goubert      | Ag2r-La Mondiale      | +11 s           |
| 9  | Christophe Moreau     | Agritubel             | +59 s           |
| 10 | Alberto Contador      | Astana Team           | +59 s           |

##### Etapp 17: Bourg-Saint-Maurice–Le Grand-Bornand, 169 km
|    | Person                | Lag               | Tid             |
| -- | --------------------- | ----------------- | --------------- |
| 1  | Fränk Schleck         | Team Saxo Bank    | 4 h 53 min 54 s |
| 2  | Alberto Contador      | Astana Team       | +0 s            |
| 3  | Andy Schleck          | Team Saxo Bank    | +0 s            |
| 4  | Vincenzo Nibali       | Team Liquigas     | +2 min 18 s     |
| 5  | Lance Armstrong       | Astana Team       | +2 min 18 s     |
| 6  | Andreas Klöden        | Astana Team       | +2 min 27 s     |
| 7  | Bradley Wiggins       | Garmin-Slipstream | +3 min 07 s     |
| 8  | Christophe Moreau     | Agritubel         | +4 min 09 s     |
| 9  | Christian Vande Velde | Garmin-Slipstream | +4 min 09 s     |
| 10 | Rémi Pauriol          | Cofidis           | +6 min 10 s     |

##### Etapp 18:Annecy, 40 km, individuellt tempolopp
|    | Person            | Lag               | Tid         |
| -- | ----------------- | ----------------- | ----------- |
| 1  | Alberto Contador  | Astana Team       | 48 min 30 s |
| 2  | Fabian Cancellara | Team Saxo Bank    | +3 s        |
| 3  | Michail Ignatjev  | Katjusja          | +15 s       |
| 4  | Gustav Larsson    | Team Saxo Bank    | +33 s       |
| 5  | David Millar      | Garmin-Slipstream | +41 s       |
| 6  | Bradley Wiggins   | Garmin-Slipstream | +43 s       |
| 7  | Luis León Sánchez | Caisse d’Epargne  | +44 s       |
| 8  | Christophe Moreau | Agritubel         | +45 s       |
| 9  | Andreas Klöden    | Astana Team       | +54 s       |
| 10 | David Zabriskie   | Garmin-Slipstream | +1 min 02 s |

##### Etapp 19:Bourgoin-Jallieu–Aubenas, 195 km
|    | Person              | Lag                | Tid             |
| -- | ------------------- | ------------------ | --------------- |
| 1  | Mark Cavendish      | Team Columbia-HTC  | 3 h 50 min 35 s |
| 2  | Thor Hushovd        | Cervélo TestTeam   | +0 s            |
| 3  | Gerald Ciolek       | Team Milram        | +0 s            |
| 4  | Greg Van Avermaet   | Silence-Lotto      | +0 s            |
| 5  | Oscar Freire        | Rabobank           | +0 s            |
| 6  | Jérôme Pineau       | Quick Step         | +0 s            |
| 7  | Fumiyuki Beppu      | Skil-Shimano       | +0 s            |
| 8  | Nicolas Roche       | Ag2r-La Mondiale   | +0 s            |
| 9  | Christophe Le Mével | Française des Jeux | +0 s            |
| 10 | Martijn Maaskant    | Garmin-Slipstream  | +0 s            |

##### Etapp 20:Montélimar–Mont Ventoux, 167 km
|    | Person             | Lag               | Tid     |
| -- | ------------------ | ----------------- | ------- |
| 1  | Juan Manuel Gárate | Rabobank          | 4.39.21 |
| 2  | Tony Martin        | Team Columbia-HTC | +3      |
| 3  | Andy Schleck       | Team Saxo Bank    | +38     |
| 4  | Alberto Contador   | Astana Team       | +38     |
| 5  | Lance Armstrong    | Astana Team       | +41     |
| 6  | Fränk Schleck      | Team Saxo Bank    | +43     |
| 7  | Roman Kreuziger    | Team Liquigas     | +46     |
| 8  | Franco Pellizotti  | Team Liquigas     | +56     |
| 9  | Vincenzo Nibali    | Team Liquigas     | +58     |
| 10 | Bradley Wiggins    | Garmin-Slipstream | +1.03   |

##### Etapp 21:Montereau-Fault-Yonne–Paris(Champs-Élysées), 160 km
|    | Person             | Lag                   | Tid           |
| -- | ------------------ | --------------------- | ------------- |
| 1  | Mark Cavendish     | Team Columbia-HTC     | 4 h 02 min 18 |
| 2  | Mark Renshaw       | Cervélo TestTeam      | +0 s          |
| 3  | Tyler Farrar       | Garmin-Slipstream     | +0 s          |
| 4  | Gerald Ciolek      | Team Milram           | +0 s          |
| 5  | Jaŭhen Hutarovitj  | Française des Jeux    | +0 s          |
| 6  | Thor Hushovd       | Cervélo TestTeam      | +0 s          |
| 7  | José Joaquín Rojas | Caisse d’Epargne      | +0 s          |
| 8  | Marco Bandiera     | Lampre-N.G.C.         | +0 s          |
| 9  | Daniele Bennati    | Team Liquigas         | +0 s          |
| 10 | William Bonnet     | Bbox Bouygues Télécom | +0 s          |

## Slutresultat

### Slutställning
|    | Cyklist               | Stall                 |    | Tid              |
| -- | --------------------- | --------------------- | -- | ---------------- |
| 1  | Alberto Contador      | Astana Team           | på | 85 h 48 min 35 s |
| 2  | Andy Schleck          | Team Saxo Bank        | +  | 4 min 11 s       |
| 3  | Lance Armstrong       | Astana Team           | +  | 5 min 24 s       |
| 4  | Bradley Wiggins       | Garmin-Slipstream     | +  | 6 min 01 s       |
| 5  | Fränk Schleck         | Team Saxo Bank        | +  | 6 min 04 s       |
| 6  | Andreas Klöden        | Astana Team           | +  | 6 min 42 s       |
| 7  | Vincenzo Nibali       | Team Liquigas         | +  | 7 min 35 s       |
| 8  | Christian Vande Velde | Garmin-Slipstream     | +  | 12 min 04 s      |
| 9  | Roman Kreuziger       | Team Liquigas         | +  | 14 min 16 s      |
| 10 | Christophe Le Mével   | Française des Jeux    | +  | 14 min 25 s      |
| 11 | Mikel Astarloza       | Euskaltel-Euskadi     | +  | 14 min 44 s      |
| 12 | Sandy Casar           | Française des Jeux    | +  | 17 min 19 s      |
| 13 | Vladimir Karpets      | Katjusja              | +  | 18 min 34 s      |
| 14 | Rinaldo Nocentini     | Ag2r-La Mondiale      | +  | 20 min 45 s      |
| 15 | Jurgen Van Den Broeck | Silence-Lotto         | +  | 20 min 50 s      |
| 16 | Stéphane Goubert      | Ag2r-La Mondiale      | +  | 22 min 29 s      |
| 17 | Carlos Sastre         | Cervélo TestTeam      | +  | 26 min 21 s      |
| 18 | Aleksandr Botjarov    | Katjusja              | +  | 29 min 33 s      |
| 19 | George Hincapie       | Team Columbia-HTC     | +  | 33 min 27 s      |
| 20 | Sylvain Chavanel      | Quick Step            | +  | 34 min 09 s      |
| 21 | Christian Knees       | Team Milram           | +  | 34 min 48 s      |
| 22 | Pierre Rolland        | Bbox Bouygues Télécom | +  | 37 min 44 s      |
| 23 | Nicolas Roche         | Ag2r-La Mondiale      | +  | 38 min 20 s      |
| 24 | Linus Gerdemann       | Team Milram           | +  | 38 min 35 s      |
| 25 | Brice Feillu          | Ag2r-La Mondiale      | +  | 41 min 14 s      |

### Poängtävlingen
|    | Cyklist            | Stall             | Poäng |
| -- | ------------------ | ----------------- | ----- |
| 1  | Thor Hushovd       | Cervélo TestTeam  | 280   |
| 2  | Mark Cavendish     | Team Columbia-HTC | 270   |
| 3  | Gerald Ciolek      | Team Milram       | 172   |
| 4  | José Joaquin Rojas | Caisse d'Epargne  | 145   |
| 5  | Tyler Farrar       | Garmin-Slipstream | 136   |
| 6  | Nicolas Roche      | Ag2r-La Mondiale  | 122   |
| 7  | Oscar Freire       | Rabobank          | 119   |
| 8  | Franco Pellizotti  | Team Liquigas     | 104   |
| 9  | Alberto Contador   | Astana Team       | 101   |
| 10 | Andreas Klöden     | Astana Team       | 89    |

### Bergspristävlingen
|    | Cyklist            | Stall                 | Poäng |
| -- | ------------------ | --------------------- | ----- |
| 1  | Franco Pellizotti  | Team Liquigas         | 210   |
| 2  | Egoi Martinez      | Euskaltel-Euskadi     | 135   |
| 3  | Alberto Contador   | Astana Team           | 126   |
| 4  | Andy Schleck       | Team Saxo Bank        | 111   |
| 5  | Pierrick Fédrigo   | Bbox Bouygues Télécom | 99    |
| 6  | Christophe Kern    | Cofidis               | 89    |
| 7  | Fränk Schleck      | Team Saxo Bank        | 88    |
| 8  | Mikel Astarloza    | Euskaltel-Euskadi     | 86    |
| 9  | Juan Manuel Garate | Rabobank              | 86    |
| 10 | Sandy Casar        | Française des Jeux    | 84    |

### Ungdomstävlingen
|    | Cyklist              | Stall                 |    | Tid              |
| -- | -------------------- | --------------------- | -- | ---------------- |
| 1  | Andy Schleck         | Team Saxo Bank        | på | 85 h 52 min 46 s |
| 2  | Vincenzo Nibali      | Team Liquigas         | +  | 3 min 24 s       |
| 3  | Roman Kreuziger      | Team Liquigas         | +  | 10 min 05 s      |
| 4  | Pierre Rolland       | Bbox Bouygues Télécom | +  | 33 min 33 s      |
| 5  | Nicolas Roche        | Ag2r-La Mondiale      | +  | 34 min 09 s      |
| 6  | Brice Feillu         | Agritubel             | +  | 37 min 03 s      |
| 7  | Peter Velits         | Team Milram           | +  | 42 min 24 s      |
| 8  | Chris Anker Sørensen | Team Saxo Bank        | +  | 45 min 36 s      |
| 9  | Tony Martin          | Team Columbia-HTC     | +  | 50 min 53 s      |
| 10 | Juri Trofimov        | Bbox Bouygues Télécom | +  | 1 h 5 min 12 s   |

### Lagtävlingen
|    | Stall              |    | Tid               |
| -- | ------------------ | -- | ----------------- |
| 1  | Astana Team        | på | 256 h 02 min 58 s |
| 2  | Garmin-Slipstream  | +  | 22 min 35 s       |
| 3  | Team Saxo Bank     | +  | 28 min 34 s       |
| 4  | Ag2r-La Mondiale   | +  | 31 min 47 s       |
| 5  | Team Liquigas      | +  | 43 min 31 s       |
| 6  | Euskaltel-Euskadi  | +  | 58 min 5 s        |
| 7  | Française des Jeux | +  | 1 h 1 min 48 s    |
| 8  | Cofidis            | +  | 1 h 5 min 34 s    |
| 9  | Katjusja           | +  | 1 h 13 min 57 s   |
| 10 | Agritubel          | +  | 1 h 20 min 38 s   |